# Адальберт I (король Італії)
Адальберт I (італ. Adalbert; 934/936 — 971/975) — король Італії в 950—963 роках, маркграф Іврейський в 965—975 роках (як Адальберт II).

## Біографія
Походив з династії Анскарідів. Син Беренгара, маркграфа Іврейського, та Вілли Тосканської (з династії Бозонідів). Народився в Івреї між 934 та 936 роками. Після повстання та поразки у 940 році батька проти короля Гуго I разом з родиною втік до Німеччини.
Повертається до Італії після 945 року. У 950 році разом з Беренгаром II коронується також італійським королем. Церемонія відбулася у соборі Св. Михайла в Павії (колишній столиці лангобардів). Після цього усіляко допомагав батькові у зміцненні влади.
Беренгар II мав намір одружити сина на вдові Лотаря II — Адельгейді, доньці Рудольфа II, короля Бургундії. Але вона цьому чинила опір, за що і піддалася ув'язненню у замку Гарда. Захисником і згодом чоловіком Адельгейди виявився імператор Оттон I (до якого вона звернулася через Адальберта Атто, графа Каносси), що примусив Беренгара II та Адальберта I у 952 році в Аугсбурзі визнати зверхність Оттона I й прийняти Італію без маркграфства Верони і герцогства Фріульського, як льон.
В подальшому підтримував повстання батька проти імператора, яке тривало з перемінним успіхом до 961 року. 954 року було скинуто німецьку залежність, а 955 року Адальберт I, скориставшись складнощами Оттона I у боротьбі з угорцями, завоював Веронську марку. 957 року війська Беренгара II і Адальберта I зазнали поразки від німецьких військ Людольфа, герцога Швабського (сина Оттона I). Втім ситуацію врятувала раптова смерть Людольфа. У 958 році оженився на доньці графа Шалонського з герцогства Бургундія. У 960 році за наказом батька Адальберт I захопив область Лаціо, намагаючись оволодіти Римом. За цих обставин папа римський Іоанн XI спрямував заклик до Оттона I про допомогу.
961 року німецькі війська Оттона I захопили усю північну Італію. Беренгар II продовжував чинити опір у фортеці Сан-Леоне. Адальберт I також деякий час намагався пручатися у маркграфстві Тосканському, але був вимушений  наприкінці 962 року тікати до Провансу, де намагався здобути підтримку у арабських піратів з Джаляль-аль-Хіляля (місцина між Марселем та Ніццою), але марно. Потім через Корсику прибув до Риму, де здобув допомогу з боку папи римського Іоанна XI, що був занепокоєний посиленням Оттона I. Противники останнього не мали змоги пручатися, тому втекли з Риму.
Адальберт I укріпився на Корсиці, єдиній частині королівства Італії, яка хоч якось йому корилася. У 965 році, після повернення Оттона I до королівства Німеччина, спробував відвоювати столицю Павію, проте зазнав поразки у битві при П'янченці від військ Буркхарда III, герцога Швабії. В цій битві загинув його брат Конрад, в результаті чого Адальберта визнано новим маркграфом Івреї.
Втім він продовжував намагання повернути корону. Спроба здобути підтримку з боку візантійського імператора Никифора II мала незначний успіх, оскільки бойові дій 968 року між імператорами обмежилися Апулією. Того ж року між Оттоном I та Никифором II було укладено мир. Після цього Адальберт I залишив Італію, перебравшись до Бургундії, де дружина Адальберта мала володіння. Тут він і помер в Отені близько 975 року.

## Родина
Дружина — Герберга, донька Ламберта, графа Шалона і Отена.
Діти:
- Оттон-Вільгельм (958—1026), граф Бургундії, Макона, Невера
- Гізела (983—1020), дружина Ансельма I, маркграфа Монферратського
- Ардуїн (д/н-1015), маркграф Івреї
- Віберт (д/н-1030), маркграф Івреї у 1015—1030 роках
- Амедей